# Пракууба
Пракууба (на португалски: Pracuuba) е град — община в централната част на бразилския щат Амапа. Общината е част от икономико-статистическия микрорегион Амапа, мезорегион Северна Амапа. Населението на общината към 2010 г. е 3783 души, а територията е 4956.739 km2 (0,76 д./km²).

## История
Общината е основана на 1 май 1992 г., след като се отделя от съседната Амапа, към чиято територия принадлежи от 1906. Историята ѝ се свързва с традиционния начин на риболов и животновъдство, които днес все още са важна част от икономиката на общината.

## География
Населението на общината към 2010 г. е 3783 души, а територията е 4956.739 km2 (0,76 д./km²).
Граничи с общините Амапа на север и изток, с Тартаругалзиньо на югоизток, с Ферейра Гомис на юг и с Калсоени на северозапад.

## Туристически атракции
Общината, чрез множеството свои риболовни среди, е основен център за риболов в щата. Нейната естествена среда включва наличието на големи райони с планински гори, савани (т.нар. сераду) и влажни зони, които участват като продуктивна база на общината.
- Езерни среди – са сцени с рядка красота, разчитащи на наличието на постоянни и временни езера, гъста дренажна мрежа, силно повлияна от регионалните режими на валежите. Това са среди с богата и разнообразна водна фауна.
- Спортен риболов – стимулиран от разнообразието на езерни среди и техните естествени запаси от риба.
- Гнезда на водолюбиви птици – места за размножаване; следва да се спазват определени мерки които да позволяват проучването и опазването на тези видове.

## Икономика
Икономиката на общината се основава на животновъдството (говеда и биволи), култивирането на маниока, и по-специално на традиционния начин на риболов на видове като Hoplias macrophthalmus, Cichla и Arapaima gigas (също пираруко).
Вторичният сектор се състои в добива и преработката на дървесина от голяма търговска стойност, като Carapa guianensis, Vouacapoua americana, Manilkara и др. Добивът и потреблението на Асаи също генерира приходи на общината. В много оскъдна степен се извлича злато.

## Инфраструктура
Комуникации
Градът разполага с филиал на Предприятието за Пощи и Телеграфи (ECT) и поделения на една от телефонните компании, опериращи в Макапа.
Здравеопазване
Здравните заведения в общината са в доста окаяно състояние, като предоставят минимални услуги.
Други
Водата за консумация не се преработва и не разполага с канализационна инфраструктура.